# Kigali
Kigali je glavno mesto Ruande in daleč največje mesto te vzhodnoafriške države. Pravzaprav je edino večje urbano naselje v Ruandi, ki je pretežno kmetijska dežela. To je gospodarsko, kulturno in prometno središče Ruande, odkar je bilo ustanovljeno kot upravna postojanka leta 1907 in je postalo glavno mesto države ob osamosvojitvi leta 1962.
Mesto Kigali je ena od petih provinc Ruande z mejami, določenimi leta 2006. Razdeljeno je na tri okrožja – Gasabo, Kicukiro in Nyarugenge – ki so v preteklosti nadzorovala pomembna področja lokalne uprave. Leži v bližini geografskega središča države v območju gričevja z nizom dolin in grebenov, ki jih povezujejo strma pobočja. Kot mesto primatov je Kigali razmeroma novo mesto. 

## Etimologija
Ime Kigali izhaja iz kinyarwandske predpone ki- v kombinaciji s pridevniško pripono -gali, kar pomeni 'širok'. To je bilo prvotno uporabljeno za goro Kigali, najverjetneje zato, ker je bila sama gora široka, mesto pa je kasneje dobilo ime po gori.  Po ruandski ustni zgodovini je ime nastalo v 14. stoletju. Ruandski učenjak Alexis Kagame, ki je opravil obsežno raziskavo ustne zgodovine in tradicije države, je zapisal, da se je ime Kigali začelo uporabljati po tem, ko je kralj Cyilima I. Rugve dokončal osvajanje tega območja. Legenda pravi, da je Rugve gledal ozemlje z vrha hriba in rekel burya iki gihugu ni kigali, kar v prevodu pomeni 'ta dežela je prostrana'.

## Zgodovina

### Predkolonialno obdobje
Najzgodnejši prebivalci današnje Ruande so bili Batwa, skupina pritlikavih lovcev in nabiralcev, ki so območje naselili med 8000 in 3000 pr. n. št. in v državi ostajajo še danes. Med letoma 700 pr. n. št. in 1500 n. št. so jim sledile številne skupine Bantujcev, vključno s Hutujci in Tutsiji, ki so začeli krčiti gozdove za kmetijstvo. Po ustni zgodovini je bila Kraljevina Ruanda ustanovljena v 14. stoletju na obali jezera Muhazi, približno 40 kilometrov vzhodno od današnjega Kigalija. Zgodnje kraljestvo je vključevalo Kigali, vendar je bila na tej točki svoje zgodovine majhna država z večjimi in močnejšimi sosedami, Bugesera in Gisaka.
Član dinastije Gisaka je v 16. stoletju ubil ruandskega kralja Ruganzuja I. Bwimbo, toda Ruganzujev sin Cyilima I. Rugve se je s pomočjo Bugesere uprl in uspel razširiti ozemlje Ruande. V poznem 16. ali zgodnjem 17. stoletju je kraljestvo Ruanda s severa vdrl Banyoro iz današnje Ugande. Kralj je bil prisiljen pobegniti proti zahodu, pri čemer sta Kigali in vzhodna Ruanda ostala v rokah Bugesere in Gisake. Ustanovitev nove ruandske dinastije v 17. stoletju s strani mwamija (kralja) Ruganzuja II. Ndolija, ki so ji sledile invazije na vzhod in osvojitev Bugesere, je zaznamovalo začetek prevlade ruandskega kraljestva na tem območju. Glavno mesto kraljestva je bilo Nyanza na jugu države.

### Kolonialno obdobje
Ustanovitev Kigalija je na splošno datirana v leto 1907, ko je bil nemški upravitelj in raziskovalec Richard Kandt imenovan za prvega prebivalca Ruande in ustanovil mesto kot sedež. Alexis Kagame je promoviral alternativno teorijo, da je bilo mesto ustanovljeno kot prestolnica pod Cyilima I. Rugve v 14. ali 16. stoletju. Vendar je za to malo neposrednih dokazov in znano je, da so novejši kralji predkolonialne dobe imeli sedež v Nyanzi. Ruanda in sosednji Burundi sta bila dodeljena Nemčiji z Berlinsko konferenco leta 1884 in sta bila del Nemške vzhodne Afrike, Nemčija pa je leta 1897 vzpostavila prisotnost v državi s sklenitvijo zavezništva s kraljem Yuhi V Musinga. Kandt je prišel leta 1899, da bi raziskal jezero Kivu in iskal izvir Nila.
Ko se je Nemčija leta 1907 odločila ločiti upravo Ruande od uprave Burundija, je bil Kandt imenovan za rezidenta. Odločil se je za svoj sedež v Kigaliju zaradi njegove osrednje lokacije v državi in tudi zato, ker je lokacija na hribu Nyarugenge omogočala dober razgled in varnost. Kandtova hiša, ki stoji blizu osrednjega poslovnega okrožja, je bila prva hiša v evropskem slogu v mestu in je še danes v uporabi kot Prirodoslovni muzej Kandtova hiša. Kljub nemškemu odloku, napisanemu leta 1905, ki je neavtohtonim domorodcem prepovedoval vstop v Ruando, je Kandt leta 1908 začel dovoljevati vstop tujim trgovcem, kar je omogočilo začetek trgovske dejavnosti v Ruandi. Prva podjetja v Kigaliju so ustanovili grški in indijski trgovci s pomočjo prebivalcev Bagande in svahilija. Predmeti, s katerimi se je trgovalo, so vključevali oblačila in kroglice. Komercialna dejavnost je bila omejena in leta 1914 je bilo v mestu le okoli 30 podjetij. Kandt je odprl tudi vladne šole v Kigaliju, ki so začele izobraževati tutsijske učence.
Belgijske sile so med prvo svetovno vojno prevzele nadzor nad Ruando in Burundijem, Kigali pa je 6. maja 1916 zavzela Severna brigada pod vodstvom polkovnika Philippa Molitorja. Belgijcem je bila leta 1922 podeljena suverenost z mandatom Lige narodov, ki so tvorili obvezno ozemlje Ruanda-Urundi. V začetku leta 1917 je Belgija poskušala uveljaviti neposredno vladavino mandata, pri čemer je aretirala kralja Musingo in v sodstvu postavila Ruandjce na stranski tir. V tem obdobju je bil Kigali poleg Gisenyija eno od dveh glavnih mest province. Pomanjkanje kmetijske delovne sile, ki ga je povzročilo novačenje domačinov za pomoč evropskim vojskam med vojno, ropanje hrane s strani vojakov in hudourniško deževje, ki je uničilo pridelke, je povzročilo hudo lakoto ob začetku belgijske uprave. Lakota, skupaj s težavami pri vodenju zapletene ruandske družbe, je spodbudila Belgijce, da so konec leta 1917 ponovno vzpostavili posredno vladavino v nemškem slogu. Musinga je bil vrnjen na prestol v Nyanzi, Kigali pa je ostal dom kolonialne uprave. Ta ureditev je trajala do sredine 1920-ih, toda od leta 1924 so se Belgijci spet začeli postavljati na stranski tir monarhije, tokrat za vedno. Belgija je prevzela nadzor nad reševanjem sporov, imenovanjem uradnikov in pobiranjem davkov. Kigali je ostal sorazmerno majhen skozi preostanek kolonialne dobe, saj je večina uprave potekala v glavnem mestu Ruande-Urundija Usumburi, zdaj znani kot Bujumbura v Burundiju. Prebivalstvo Usumbure je v 1950-ih preseglo 50.000 in je bilo edino mesto v evropskem slogu v mandatu, medtem ko je prebivalstvo Kigalija ostalo pri približno 6000 do osamosvojitve leta 1962.

### Poosamosvojitveni čas
Leta 1962 je postal glavno mesto samostojne Ruande. Upoštevani sta bili še dve mesti: Nyanza, kot tradicionalni sedež mwamija, in južno mesto Butare (znano kot Astrida pod Belgijci), zaradi svoje pomembnosti kot središča intelekta in religije. Oblasti so na koncu izbrale Kigali zaradi njegove bolj osrednje lege. Takrat se je začel razvijati kot industrijsko središče, v drugi polovici 20. stoletja so bile ustanovljene tudi univerza in tehniške višje šole. Intenzivnejša rast je po drugi strani prinesla s seboj težave s prenaseljenostjo (brezposelnost, revščina, kriminal).
5. julija 1973 je prišlo do nekrvavega vojaškega udara, v katerem je minister za obrambo Juvénal Habyarimana strmoglavil vladajočega predsednika Grégoireja Kayibando. Vojaški častniki so se nekaj dni prej zbrali v Kigaliju za vojaško tetovažo v počastitev dneva neodvisnosti in začeli zasedati vladne zgradbe od zore 4. julija. Podjetja so se za nekaj dni zaprla in vojaki so patruljirali po mestu, [50] vendar je bil državni udar brez krvi in življenje se je nadaljevalo kot običajno, zgodovinar Gérard Prunier je reakcijo opisal kot "splošno olajšanje ljudi". Glede na diplomatsko depešo Ministrstva za zunanje zadeve ZDA, poslano kmalu zatem, je bila motnja po državnem udaru kratkotrajna in vojska je zapustila ulice do 11. julija.
Kigali ni bil neposredno prizadet v prvih treh letih državljanske vojne v Ruandi 1990–1994, čeprav je uporniška Ruandska domoljubna fronta (RPF) februarja 1993 skorajda napadla mesto. Decembra istega leta, po podpisu sporazuma iz Aruše, so bile v mestu ustanovljene mirovne sile Združenih narodov, RPF pa je dobila v uporabo stavbo v mestu za svoje diplomate in vojake. Aprila 1994 je bil predsednik Habyarimana umorjen, ko je bilo njegovo letalo sestreljeno blizu mednarodnega letališča Kigali. V napadu je bil ubit tudi burundijski predsednik Cyprien Ntaryamira.
To je bil katalizator za ruandski genocid, v katerem je bilo ubitih 500.000–800.000 Tutsijev in politično zmernih Hutujev v dobro načrtovanih napadih po ukazu začasne vlade. Leta 1995 je imelo 286.000 prebivalcev, večinoma vrnjenih beguncev, segregacija med Hutujci in Tutsiji pa je očitna še danes. Kljub temu se s priseljevanjem in naravnim prirastom število prebivalcev hitro viša in se bo ob sedanji stopni prirasta (4 % na letni ravni) do leta 2020 podvojilo, kar povzroča težave z zagotavljanjem komunalnih storitev.
Od vojne in genocida je mesto doživelo hitro rast prebivalstva kot posledica preseljevanja z drugih območij, pa tudi visoko stopnjo rodnosti. Stavbe, ki so bile med spopadi močno poškodovane, so bile porušene, velik del mesta je bil obnovljen, po mestu pa zdaj obstajajo sodobne poslovne stavbe in infrastruktura. Glavni načrt, ki sta ga leta 2013 sprejela mesto in vlada ter podprt s strani mednarodnih financ in delavcev, želi vzpostaviti Kigali kot decentralizirano sodobno mesto do leta 2040. Razvoj je spremljala prisilna izselitev prebivalcev v neformalnih stanovanjskih conah, skupine, kot je Human Rights Watch, pa so vlado obtožile, da je revne ljudi in otroke odstranila z mestnih ulic in jih preselila v centre za pridržanje.

## Geografija
Mesto stoji na štirih gričih v goratem osrednjem delu Ruande na 1°57′J 30°4′V in ima dobre prometne povezave do drugih regij, v bližini je tudi mednarodno letališče. Mesto je v bližini province Kigali, ene od petih provinc Ruande, ki je bila ustanovljena leta 2006 kot del prestrukturiranja lokalne uprave v državi. Mesto ima meje s severno, vzhodno in južno provinco. Razdeljeno je na tri upravna okrožja - Nyarugenge na jugozahodu, Kicukiro na jugovzhodu in Gasabo, ki zavzema severno polovico ozemlja mesta. Pozidano urbano območje pokriva približno 70 odstotkov občinskih meja. Kigali leži v območju gričevja z nizom dolin in grebenov, ki jih povezujejo strma pobočja. Leži med gorama Kigali in Jali, ki imata obe nadmorski višini več kot 1800 m, medtem ko so najnižji deli mesta na nadmorski višini 1300 m. Geološko je Kigali v granitni in metasedimentni regiji, z lateritnimi tlemi na hribih in aluvialnimi tlemi v dolinah.
Reka Nyabarongo, del zgornjega povirja Nila, tvori zahodno in južno mejo upravnega mesta Kigali, čeprav ta reka leži nekoliko izven pozidanega mestnega območja. Največja reka, ki teče skozi mesto, je reka Nyabugogo, ki teče južno od jezera Muhazi, preden steče proti zahodu med gorama Kigali in goro Jali ter se izlije v Nyabarongo. Nyabugogo se napaja iz različnih manjših potokov po vsem mestu, njeno porečje pa obsega večino ozemlja Kigalija, razen območij na jugu, ki se izlivajo neposredno v Nyabarongo. Reke obdajajo mokrišča, ki delujejo kot zaloga vode in ščitijo mesto pred poplavami, čeprav so ogrožena zaradi kmetijstva in razvoja. »Vas Umusambi« je obnovljeno močvirje v Kigaliju, ki služi kot zavetje ranljivim sivim pavjim žerjavom.

### Podnebje
Po Köppnovi podnebni klasifikaciji je Kigali v podnebnem pasu tropske savane (Aw), s temperaturami, ki so zaradi njegove visoke nadmorske višine nižje od tipičnih za ekvatorialne države.
Mesto ima razpon povprečne dnevne temperature med 15 in 27 °C, z majhnimi spremembami skozi leto. Letno sta dve deževni dobi, od februarja do junija in od septembra do decembra. Te ločita dve sušni dobi: glavna od junija do septembra, v kateri pogosto sploh ni dežja, ter krajša in manj huda od decembra do februarja. Najbolj namočen mesec je april s povprečno količino padavin 154 milimetrov, najbolj suh mesec pa je julij. Globalno segrevanje je povzročilo spremembo vzorca deževnih obdobij. Po poročilu skupine Strategic Foresight Group so podnebne spremembe zmanjšale število deževnih dni v letu, a so povzročile tudi povečanje pogostosti hudournikov. Strategic Foresight opisuje tudi Ruando kot državo, ki se hitro segreva, s povišanjem povprečne temperature med 0,7 °C in 0,9 °C v 50 letih do leta 2013.

## Demografija
Po popisu prebivalstva v Ruandi leta 2012 je Kigali štel 1.132.686 prebivalcev, od tega 859.332 mestnih prebivalcev. Gostota prebivalstva je bila 1552 prebivalcev na kvadratni kilometer. V času osamosvojitve leta 1962 je imel Kigali 6000 prebivalcev, sestavljenih predvsem iz tistih, ki so bili povezani z belgijskim kolonialnim prebivališčem. Ko je bilo imenovano za glavno mesto neodvisne države, se je znatno povečalo, čeprav je ostalo sorazmerno majhno mesto do 1970-ih zaradi vladne politike, ki je omejevala migracijo s podeželja v mesta.
Po popisu leta 2012 je bilo 51,7 odstotka prebivalcev moških. Ruandski organ za upravljanje okolja je domneval, da je visoko razmerje med moškimi in ženskami posledica nagnjenosti moških k selitvi v mesto v iskanju dela zunaj kmetijski sektor, medtem ko so njihove žene ostale v kmečkem domu. Prebivalstvo je mlado, saj je 73 % prebivalcev mlajših od 30 let, in 94 odstotkov mlajših od 50 let. Leta 2014 je bil delež ljudi, ki so živeli v revščini v Kigaliju, 15 %, v primerjavi s 37 % v Ruandi kot celoti.
Največji zaposlitveni sektor v mestu je kmetijstvo, ribištvo in gozdarstvo, ki zajema 24 % delovne sile; komunalne in finančne storitve z 21 %; trgovina 20 % in država 12 %.
Prebivalstvo je raznoliko, pri čemer obstaja ostra ločnica med Hutujci in Tutsiji, sprtima etničnima skupinama v krvavi državljanski vojni v 1990-ih, katere posledice so v ruandski družbi vidne še danes. Mestne oblasti sicer zdaj posvečajo veliko pozornosti čistoči in varnosti, zato velja Kigali za razmeroma varnega, še vedno pa velik del prebivalstva živi v barakarskih naseljih.
Leta 2018 je Kigali dosegel 0,632 na indeksu človekovega razvoja (HDI), sestavljenem merilu pričakovane življenjske dobe ter zdravja, izobrazbe in življenjskega standarda. Analitiki Svetovne banke pripisujejo povečanja HDI v Ruandi kot celoti "močni osredotočenosti na domače politike in pobude", ki spremljajo gospodarsko rast.
Tako kot v Ruandi kot celoti je krščanstvo prevladujoča vera v Kigaliju. Po popisu leta 2012 se je 42,1 % prebivalcev mesta opredelilo za protestante, nadaljnjih 9,1 % pa za adventiste, ki so bili ločeno razvrščeni. Katoličani so predstavljali 36,8 % prebivalstva. Islam je v Kigaliju bolj razširjen kot drugod v Ruandi, saj 5,7 % ljudi sledi veri v primerjavi z 2,0 % po vsej državi. Jehovovih prič je 1,2 %, drugih veroizpovedi 0,3 %, medtem ko je tistih, ki ne izpovedujejo nobene vere, 3,0 %.

## Gospodarstvo
Kigali je gospodarsko in finančno središče Ruande, ki služi kot glavno vstopno pristanišče v državo in največje poslovno središče. Uradna statistika razvršča gospodarsko dejavnost bodisi kot "kmetijsko" ali "nekmetijsko", Kigali pa predstavlja 39 % nekmetijsko plačanih zaposlenih v državi. K gospodarstvu Kigalija največ prispeva storitveni sektor. Dejavnost znotraj storitvenega sektorja obsega maloprodajo, informacijsko tehnologijo, transport in hotelirstvo ter nepremičnine. Mestne oblasti so dale prednost poslovnim storitvam za širitev in zgradile več sodobnih stavb v poslovnem središču, kot je Kigali City Tower. Privabljanje mednarodnih obiskovalcev je prednostna naloga mesta in ruandskega razvojnega odbora, vključno s prostočasnim turizmom, konferencami in razstavami. Kigali je glavna točka prihoda turistov, ki obiščejo narodne parke v Ruandi in sledijo gorskim gorilam, in ima svoja zanimiva mesta, kot je spomenik genocidu v Kigaliju in ekoturistične objekte, pa tudi bare, kavarne in restavracije.
Največji zaposlitveni sektor v mestu je kmetijstvo, ribištvo in gozdarstvo, ki predstavlja 24 % delovne sile. Druga glavna področja zaposlovanja v mestu so vlada, ki obsega 12 %v delovne sile, promet in komunikacije, gradbeništvo in proizvodnja. NISR uvršča 21 % delovne sile med zaposlene v "drugih storitvah", kot so javne službe in finančne storitve, slednje vključujejo bančništvo, pokojnine, zavarovanje, mikrofinanciranje in Ruandska borza, ki je začela delovati leta 2011. Industrija v Kigaliju je leta 2014 predstavljala le 14 % BDP mesta, osredotočena na majhno industrijsko cono, ustanovljeno v 1970-ih. Leta 2011 je parlament sprejel zakon o vzpostavitvi posebnih ekonomskih con v Ruandi, prva med njimi je bila ustanovljena leta 2014 na hribu Masoro v okrožju Gasabo, blizu mednarodnega letališča Kigali.
Od gospodarskih panog sta pomembnejši izvoz čaja in kave, pa tudi lahka industrija in storitvene dejavnosti.